# Vincenc Zahradník (violista)
Vincenc Zahradník (10. května 1899 Tábor – 13. dubna 1967 Praha) byl český violista a hudební pedagog.

## Životopis

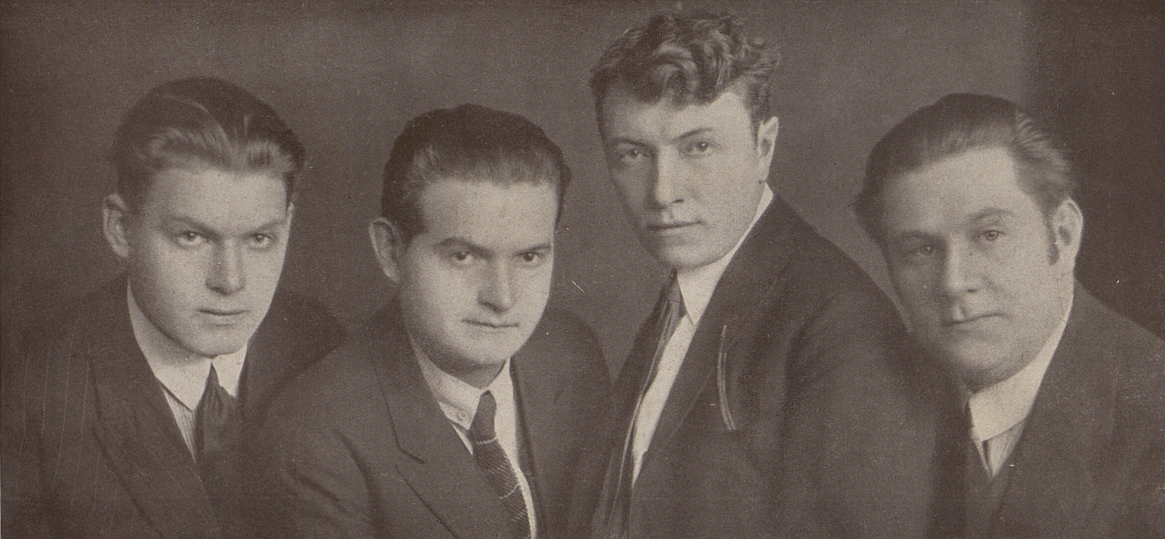
Ondříčkovo kvarteto kolem roku 1926 (zleva: Jaroslav Pekelský, Kamil Vyskočil, Vincenc Zahradník, Bedřich Jaroš)

Narodil se v Táboře v jižních Čechách. Vystudoval Pražskou konzervatoř, kde poté řadu let vyučoval (mezi svými žáky patřil mj. známý český violista Karel Doležal). Ještě během studií v roce 1921 se stal členem Ondříčkova kvarteta, jehož stálým členem zůstal až do jeho rozpuštění v roce 1958.
Nahrál koncert pro violový a orchestr českého skladatele Pavla Vranického (spolu se Symfonickým orchestrem Českého rozhlasu pod vedením Karla Ančerla ), jehož třetí část je součástí slavné antologie violových nahrávek „The Recorded Viola“ (číslo 2).
Zemřel 13. dubna 1967 v Praze ve věku 67 let.